# Alex Danson
Alexandra Mary L. "Alex" Danson (Southampton, 21 de maio de 1985), é uma jogadora de hóquei sobre a grama britânica que já atuou pela seleção do Reino Unido.

## Olimpíadas de 2012
Danson conquistou uma medalha de bronze nas Olimpíadas de Londres de 2012. A seleção do Reino Unido terminou a fase inicial do torneio olímpico em segundo lugar do seu grupo, com três vitórias em cinco jogos. Na semifinal, as anfitriãs britânicas perderam para as leonas argentinas por 2 a 1. Mas na disputa do terceiro lugar, Danson e suas companheiras de equipe conseguiram uma vitória de 3 a 1 sobre a Nova Zelândia e ficaram com o bronze.